# Кралството
„Кралството“ (на английски: The Kingdom) е екшън трилър от 2007 г. на режисьора Питър Бърг и във филма участват Джейми Фокс, Крис Купър и Дженифър Гарнър. Пуснат е във Съединените щати на 28 септември 2007 г.